# Ethel Reed
Ethel Reed (ur. 13 marca 1874 w Newburyport, Massachusetts, USA, zm. 1912 w Londynie, Wielka Brytania) – amerykańska graficzka, ilustratorka i projektantka plakatów.

## Życiorys
Urodziła się w Newburyport, Massachusetts niedaleko Bostonu. Jej ojciec Edgar Eugene Reed zmarł, gdy była nastolatką, co spowodowało, że Ethel i jej matka popadły w biedę. W 1890 przeniosły się do Bostonu, gdzie krótko studiowała w Cowles Art School w 1893, jednak głównie uczyła się sama. Była protegowaną Laury C. Hill malarki miniatur.
W latach 1895–1897 zaprojektowała ponad 25 plakatów książkowych, jak też wiele ilustracji i okładek. Miała specyficzny styl osadzony w stylu art nouveau. Wiele z jej prac ukazywało kobiece figury otoczone różnymi obiektami, które zdawały się mieć wiele tajemniczych i nielegalnych znaczeń.

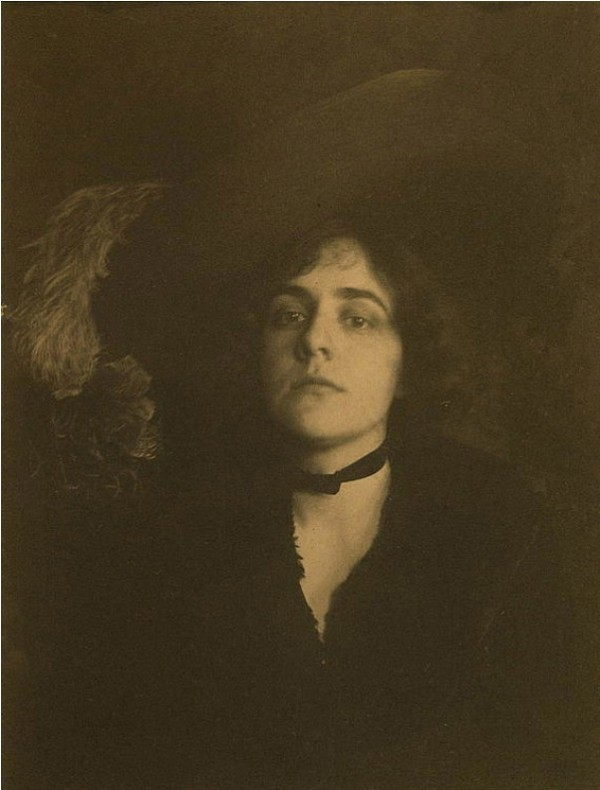
Portret artystki autorstwa Freda Hollanda Daya

Tworzyła ilustracje do awangardowego brytyjskiego czasopisma The Yellow Book. Pozowała do fotografii Francesa Benjamina Johnstona i Freda Hollanda Daya.
Po zaręczynach i zerwaniu z artystą Philipem Halem w 1897 wyjechała do Anglii, by pracować nad plakatem do książki Richarda Le Gallienne. Następnie wyjechała do Irlandii prawdopodobnie na wakacje. Od tej pory jej losy pozostają nieznane.
W jej życiu, oprócz sztuki, było dużo alkoholu i narkotyków. Zmarła w Londynie w 1912.